# Бастьен, Луи (эсперантист)
Луи Мари Жюль Шарль Бастьен (фр. Louis Marie Jules Charles Bastien; 1869—1961) — французский эсперантист и интендант французской армии, президент Всемирной эсперанто-ассоциации в 1934—1936 годах и президент Международной эсперанто-лиги в 1936—1947 годах.

## Военная карьера
Родился в Оберне, в 1887 году поступил в Политехническую школу в Париже, по окончании которой в 1889 году решил посвятить себя военной карьере.
Прошёл подготовку в области военной инженерии в Фонтенбло и был направлен в 18-й инженерный полк в Аррасе (Па-де-Кале).
В 1895 году Бастьен был отправлен на Мадагаскар, в составе карательной экспедиции французской армии против королевы Ранавалуны III, которая отказалась соблюдать мирный договор с Францией 1887 года. Во время мадагаскарской кампании, после высадки французских войск близ Махадзанги, Луи Бастьен отвечал за организацию телеграфной связи между воинскими частями, используя систему семафоров, благодаря которой стало возможно поддерживать связь на расстоянии 14 километров. В 1896 году Луи Бастьен был отозван во Францию, где продолжил образование и получил диплом юриста. После этого он был назначен интендантом и прошёл курс подготовки в Военном училище интендантов в Монпелье.
Участвовал в Первой мировой войне, дослужился до звания подполковника. В 1919 году получил назначение в Страсбург в качестве начальника продовольственной службы корпуса в Эльзасе.
В 1929 году, в 60-летнем возрасте, Луи Бастьен ушёл в отставку с военной службы и посвятил себя исключительно деятельности в международном эсперанто-движении.

## Деятельность в эсперанто-движении
Бастьен изучил эсперанто в 1902 году, после чего, находясь ещё на военной службе, активно занялся продвижением эсперанто в нескольких регионах Франции. В 1905 году принял участие в I всемирном конгрессе эсперантистов, проходившем в Булонь-сюр-Мер, после чего стал вице-президентом «Общества пропаганды эсперанто» (фр. Société pour la propagation de l'Espéranto, ныне — Espéranto-France) и проявлял большой интерес к международному эсперанто-движению. В 1909 году Бастьен стал членом Языкового комитета (эсп. Lingva Komitato) Академии эсперанто, и входил в его состав на протяжении более 50 лет. Возглавлял в Lingva Komitato секцию технических словарей, а также был одним из главных редакторов Энциклопедии эсперанто (1933).
В 1934 году на Всемирном эсперанто-конгрессе в Стокгольме Бастьен был избран президентом Всемирной ассоциации эсперанто (UEA). Совместно с группой единомышленников из правления UEA способствовал расколу эсперанто-движения, заявив 18 сентября 1936 года о создании новой организации эсперанто, Международной эсперанто-лиги (IEL). После раскола продолжали параллельно существовать «старая UEA» с руководством в Женеве (так называемая «Женевская UEA»), и «Международная эсперанто-лига» с штаб-квартирой в Херонсгейте, неподалёку от Лондона, причём большая часть национальных ассоциаций эсперанто примкнула к последней. Бастьен занимал пост президента Международной эсперанто-лиги до 1947 года, а после воссоединения её с «женевской UEA» в 1947 году стал почётным президентом UEA. Будучи в отставке, продолжал участвовать в работе Академии эсперанто, последней его работой стал многоязычный словарь по военной терминологии, «Militista vortareto» 1955 года (к тому моменту Бастьену исполнилось 85 лет).
Умер в 1961 году в Париже.

## Семья
В 1899 году Л.Бастьен женился на Маргарите Пфальб (1879—1941), у них было три дочери и два сына.

## Награды
- Кавалер Ордена Почетного легиона (1912)
- Офицер Ордена Почетного легиона (1918)
- Командор Ордена Почетного легиона (1931)
- Медаль Мадагаскара
- Офицер Ордена Короны (Бельгия)
- Кавалер Ордена Сербии.

## Публикации
- Nauxlingva Etimologia Leksikono, 1907, 2a plilargxigita eld. 1950.
- Bossuet, Funebra Parolado de Princo de Conde, 1911 (tradukis)
- Posxvortareto por francoj, 1932, 2a rev. kaj plilargxigita eld. 1937, 4a 1955, 5a kaj lasta 1960
- Статьи в Энциклопедии эсперанто, 1934
- Militista vortareto Esperanta, franca, angla, germana, itala, 1955